# 阪和電気鉄道トラ900形貨車
阪和電気鉄道トラ900形貨車（はんわでんきてつどうトラ900がたかしゃ）は、かつて阪和電気鉄道に在籍した17 t積の二軸無蓋貨車である。

## 概要
トラ900形は、木製の前期車と、鋼製の後期車があり、全部で25両が製造された。1940年（昭和15年）12月1日 に南海鉄道との合併を経て、1944年（昭和19年）5月1日に戦時買収され、国有化された。
- トラ901 - トラ915
木製車体の前期車。1931年（昭和6年）に5両（トラ901 - トラ905）、1934年（昭和9年）に10両（トラ906 - トラ915）が日本車輌製造で製造された。戦時買収によりトラ1形に編入の上、トラ3411 - トラ3425に改番された。
- トラ916 - トラ925
鋼製車体の後期車。1936年（昭和11年）に田中車輛で10両（トラ916 - トラ925）が製造された。戦時買収によりトラ4000形に編入の上、トラ4750 - トラ4759に改番された。

詳細は、国鉄トラ1形貨車および国鉄トラ4000形貨車を参照のこと。